# サルバトーレ・ガナッチ
サルバトーレ・ガナッチ(Salvatore Ganacci、1986年7月29日 - )はスウェーデン人の音楽家、プロデューサー、実業家。本名はエミール・コビリッチ（Emir Kobilić）。ボスニア出身。
EDMをベースとした音楽で知られ、『Horse』などの独特なMVで人気となる。
スウェーデン・ラジオのTHORラジオ局の創始者。

## 出演

### ゲーム
- 餓狼伝説 City of the Wolves：「ダック・キングの友人」という設定で通常プレイヤーキャラクターとして登場する。担当声優は日本語は田所陽向、英語はSean Chiplockが担当。